# Áed Ruad
Áed Ruad o Áedh Ruadh (Áedh il Rosso) (... – ...) fu un re supremo dell'Irlanda secondo la mitologia irlandese.
Regnò in rotazione con i cugini Díthorba e Cimbáeth (ciascuno per tre periodi di tre anni). Alla sua morte la figlia Macha pretese il trono. Gli zii rifiutarono e allora lei li affrontò e li sconfisse in battaglia. Díthorba fu ucciso nel Connacht; Macha sposò Cimbáeth e regnarono insieme per sette anni e poi, alla morte del marito, Macha regnò da sola.

## Fonti
- Seathrún Céitinn, Foras Feasa ar Éirinn 1.27
- Annali dei Quattro Maestri M4469-4539